# Stephanie Schiller
Stephanie Schiller, född den 25 juli 1986 i Potsdam i Tyskland, är en tysk roddare.
Hon tog OS-brons i scullerfyra i samband med de olympiska roddtävlingarna 2008 i Peking.